# Consolidated P-30
Die Consolidated P-30 (später PB-2) war ein zweisitziges Jagdflugzeug des US-amerikanischen Herstellers Consolidated Aircraft aus dem Anfang der 1930er-Jahre.

## Geschichte
Die P-30 war die Serienversion der nur als Prototyp gebauten Y1P-25 und wurde von Robert J. Woods bei Consolidated konstruiert. Er hatte bereits vorher bei Lockheed die YP-24, die Ausgangsversion der Y1P-25 verantwortlich konzipiert. Wie die YP-24 hatte auch die Y1P-25 eine zweiköpfige Besatzung, die aus dem Piloten und einem MG-Schützen bestand. Letzterer saß entgegen der Flugrichtung hinter dem Piloten und sollte den Bereich hinter und über dem Flugzeug abdecken. Die Bewaffnung bestand aus zwei durch den Propellerkreis schießenden Bug-MG und einem schwenkbaren MG, das durch den Bordschützen bedient wurde.

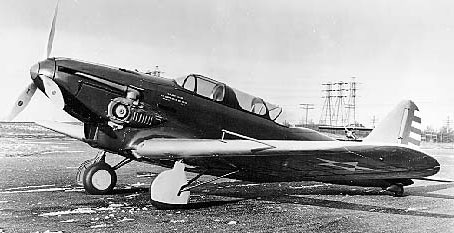
Y1P-25

### Y1P-25
Robert J. Woods überarbeitete die YP-24 derart, dass er die von der Lockheed Altair stammenden Holztragflächen durch Ganzmetallflächen ersetzte. Weiterhin erhielt das neue Baumuster ein größeres Leitwerk mit Metallbeplankung statt der bei der YP-24 verwendeten Stoffbespannung. Für Consolidated war der Bau des Prototyps eine langwierige und kostspielige Angelegenheit, da dies bis dahin nach der XBY-1 erst das zweite Baumuster war, bei dem Ganzmetall-Tragflächen verwendet wurden. Auch der jetzt eingebaute Abgasturbolader war ein erstmals eingebautes Bauteil. Das US Army Air Corps (USAAC) bestellte einen Prototyp der Y1P-25 mit der USAAC-Seriennummer 32-321.
Ein zweiter Prototyp wurde von Beginn an mit der Bezeichnung Y1A-11 als Erdkampfflugzeug gebaut. Er unterschied sich von der Jagdflugzeugversion hauptsächlich durch das Fehlen des Turboladers und zwei zusätzlichen MG oberhalb des Motors sowie Vorrichtungen zum Mitführen einer Bombenlast von 181 kg. Die Seriennummer war 32-322.
Am 9. Dezember 1932 wurde die Y1P-25 an das USAAC übergeben. Dank des Turboladers erreichte sie 397 km/h in einer Flughöhe von 4570 m. Auf Meereshöhe wurde eine Höchstgeschwindigkeit von 330 km/h gemessen. Die Flugerprobung beider Maschinen verlief zunächst erfolgreich, die Y1P-25 hatte jedoch am 13. Januar 1933 einen Flugunfall, nach dem sie abgeschrieben werden musste. Eine Woche später stürzte auch die Y1A-11 ab.

### P-30/PB-2
Trotz der zwei Abstürze hielt das USAAC an dem Baumuster fest und bestellte noch im Januar 1933 vier Serienflugzeuge unter der Bezeichnung P-30 (Seriennummer 33-204 bis 33-207). Die P-30 unterschied sich von der Y1P-25 durch einen Curtiss V-1570-57, der einen Zweiblatt-Constant-Speed-Propeller antrieb. Außerdem war das Fahrgestell vereinfacht und die Cockpitabdeckung wurde modifiziert. Rückwirkend wurde die P-30 1935 in PB-2 umbenannt. Consolidated erhielt auch den Auftrag zum Bau von vier ähnlichen A-11 (33-308 bis 33-311).
Am 6. Dezember 1934 erhielt Consolidated einen Auftrag für ein zweites Baulos über 50 P-30A (35-1 bis 35-50). 1935 gab man sämtlichen Flugzeugen, noch vor der Auslieferung, die neue Bezeichnung PB-2A. PB stand von 1935 bis 1941 für Pursuit, Biplace (Zweisitziges Jagdflugzeug). Neben der PB-2 war die Berliner-Joyce PB-1 (umbenannte P-16) die erste Verwendung der PB-Kennung. Die PB-2A war jedoch das einzige Muster mit dieser Missionskennung, das operativ eingesetzt wurde.

## Versionen
Y1P-25
ein Prototyp als Jagdflugzeug (32-321)
Y1A-11
zweite Y1P-25 als Prototyp für Erdkampfflugzeug (32-322)
P-30
vier Exemplare der Serienausführung als Jagdflugzeug (33-204 bis 33-207)
PB-2
Umbenennung von zwei P-30
A-11
vier Exemplare der Serienausführung als Erdkampfflugzeug (33-308 bis 33-311)
XA-11
eine A-11 mit neuem Triebwerk umgebaut
P-30A
50 Exemplare (35-001 bis 35-050)
PB-2A
Umbenennung aller P-30A kurz nach der Auslieferung

## Geplante Weiterentwicklungen
Alle drei geplanten Varianten kamen nicht über das Reißbrettstadium hinaus.
YP-27
Version der Y1P-25 mit einem 550 PS leistenden Sternmotor Pratt & Whitney R-1340-21
YP-28
Version der Y1P-25 mit einem 600 PS leistenden Sternmotor Pratt & Whitney R-1340-19
XP-33
Version der Y1P-25 mit einem 800 PS leistenden Sternmotor Pratt & Whitney R-1830-1 Twin Wasp

## Technische Daten
| Kenngröße                              | Y1P-25                                                                                    | P-30                                                                                      | P-30A/PB-2A                                                                               |
| -------------------------------------- | ----------------------------------------------------------------------------------------- | ----------------------------------------------------------------------------------------- | ----------------------------------------------------------------------------------------- |
| Besatzung                              | 2                                                                                         | 2                                                                                         | 2                                                                                         |
| Länge                                  | 8,94 m                                                                                    | 9,14 m                                                                                    | 9,14 m                                                                                    |
| Spannweite                             | 13,36 m                                                                                   | 13,39 m                                                                                   | 13,39 m                                                                                   |
| Höhe                                   | 2,61 m                                                                                    | 2,51 m                                                                                    | 2,51 m                                                                                    |
| Flügelfläche                           | 27,5 m²                                                                                   | 27,6 m²                                                                                   | 27,6 m²                                                                                   |
| Leermasse                              | 1763 kg                                                                                   | 1738 kg                                                                                   | 1953 kg                                                                                   |
| max. Startmasse                        | 2318 kg                                                                                   | 2310 kg                                                                                   | 2556 kg                                                                                   |
| Höchstgeschwindigkeit (auf Meereshöhe) | 330 km/h                                                                                  | 312 km/h                                                                                  | 344 km/h                                                                                  |
| Höchstgeschwindigkeit (in 4600 m)      | 398 km/h                                                                                  | 385 km/h                                                                                  | 411 km/h                                                                                  |
| Marschgeschwindigkeit (in 4600 m)      | -                                                                                         | 324 km/h                                                                                  | 346 km/h                                                                                  |
| Dienstgipfelhöhe                       | -                                                                                         | -                                                                                         | 8500 m                                                                                    |
| Reichweite                             | -                                                                                         | 797 km                                                                                    | 818 km                                                                                    |
| Triebwerke                             | 1 × Zwölfzylinder-V-Motor Curtiss Conqueror V-1570-27 mit 625 PS                          | 1 × Zwölfzylinder-V-Motor Curtiss Conqueror V-1570-57 mit 675 PS                          | 1 × Zwölfzylinder-V-Motor Curtiss Conqueror V-1570-61 mit 700 PS                          |
| Bewaffnung                             | zwei MG 0.30 im Bug über dem Motor, ein schwenkbares MG 0.30 hinten, 77 kg Bombenzuladung | zwei MG 0.30 im Bug über dem Motor, ein schwenkbares MG 0.30 hinten, 77 kg Bombenzuladung | zwei MG 0.30 im Bug über dem Motor, ein schwenkbares MG 0.30 hinten, 77 kg Bombenzuladung |